# Metapenaeopsis wellsi
Metapenaeopsis wellsi är en kräftdjursart som beskrevs av Racek 1967. Metapenaeopsis wellsi ingår i släktet Metapenaeopsis och familjen Penaeidae. Inga underarter finns listade i Catalogue of Life.